# القانون الشامل لخلق فرص العمل
القانون الشامل لخلق فرص العمل (بالإندونيسية: Undang-Undang Cipta Kerja) ويسمى رسميًا القانون رقم 11 لعام 2020 هو مشروع قانون تم تمريره في 5 أكتوبر 2020م من قبل مجلس ممثلي الشعب الإندونيسي، بهدف خلق فرص عمل ورفع مستوى الأجانب. والاستثمار المحلي من خلال تقليل المتطلبات التنظيمية لتصاريح الأعمال وعمليات الاستحواذ على الأراضي. نظرًا لطوله البالغ 1035 صفحة وتغطيته للعديد من القطاعات غير المتعلقة بالتوظيف، يُشار إليها أيضًا في إندونيسيا على أنه فاتورة شاملة. تم تغيير المسودة النهائية إلى 812 صفحة بسبب تغيير ترقيم الصفحات إلى التنسيق القانوني. بعد تمريره إلى قانون كان هناك العديد من التعديلات والحذف الجوهري للنص، بالإضافة إلى مسائل إجرائية، مما جعل الوضع القانوني له مؤهلاً للإلغاء رسميًا.
تم انتقاد القانون على أساس المخاوف من أنه سيضر بحقوق العمال وحقوق أراضي السكان الأصليين، ويزيد من إزالة الغابات في إندونيسيا من خلال الحد من الحماية البيئية. سلسلة من الاحتجاجات استمرة حتى أكتوبر 2020 للمطالبة بإلغاء القانون.

## الخلفية والإقرار
في 20 أكتوبر 2019 وبعد أن أدى اليمين الدستورية لولايته الثانية أعلن الرئيس جوكو ويدودو عن نيته مراجعة القوانين التي تمنع خلق الوظائف. قال لاحقًا إن التنقيحات ستتم في القوانين الشاملة.
هدفت الحكومة في البداية إلى تقديم مشروع القانون الشامل بشأن خلق الوظائف إلى مجلس ممثلي الشعب الإندونيسي في ديسمبر 2019، لكنها فشلت في الوفاء بالموعد النهائي الخاص بها. في 12 فبراير 2020 قدم الوزير المنسق للشؤون الاقتصادية إيرلانجا هارتارتو مشروع القانون إلى رئيس مجلس الشعب بوان ماهاراني. حددت الحكومة هدف إنهاء المداولات في غضون مئة يوم. ومع ذلك لم يبدأ قادة مجلس النواب الشعبي محادثات رسمية حول مشروع القانون حتى 1 أبريل 2020 عندما ناقشوا ما إذا كان ينبغي مناقشته من قبل لجنة خاصة أو من قبل المجلس التشريعي لمجلس النواب الشعبى أو هيئة مجلس النواب الشعبي المكونة من ثمانين مشرعًا من تسعة من الأحزاب السياسية. كان من المفترض أن يعقد المجلس التشريعي اجتماعات لمناقشة المخاوف بشأن مشروع القانون، لكنه شكل بدلاً من ذلك لجنة عمل لهذا الغرض. بدأت لجنة العمل التي لا تضم ممثلين عن جميع الفصائل السياسية في المجلس الشعبي، مناقشة مشروع القانون مع الحكومة في 14 أبريل.
تم انتقاد مسودة مشروع القانون من قبل عناصر من وسائل الإعلام الإندونيسية، وجماعات حقوق الإنسان، والنقابات العمالية، والمدافعين عن البيئة لتفضيلها الأوليغارشية وتقييد حقوق الناس المدنية. من ناحية أخرى أيدت غرفة التجارة والصناعة الإندونيسية مشروع القانون.
بعد مراجعات بعض المقالات المثيرة للجدل، أقر مجلس النواب الشعبي مشروع القانون في 5 أكتوبر 2020، أي قبل ثلاثة أيام من الجدول الزمني المعدل وقبل جولة أخرى من الاحتجاجات المخطط لها من قبل النقابات العمالية. قبل ساعات فقط من إقرار القانون أرسلت 35 شركة استثمارية خطابًا تحذر فيه الحكومة من عواقب القانون الضارة على البيئة. تم دعم تمرير مشروع القانون من قبل سبعة أحزاب وتم رفضه من قبل حزبين. تم التوقيع عليه ليصبح قانونًا بواسطة وديدو في 3 نوفمبر 2020 ليصبح القانون رقم 11 لعام 2020.

## مشروع القانون

### الدفع وساعات العمل
ألغى القانون الحد الأدنى للأجور حسب القطاع، لكنه يسمح للمقاطعات والمدن بوضع حد أدنى للأجور باستخدام صيغة تعتمد على التضخم أو النمو الاقتصادي. يلغي القانون الغرامات على أصحاب المشاريع الذين يتأخرون في دفع الأجور.
ينص القانون على أن هيكل وحجم الأجور يتم تحديدهما من خلال قدرات الشركة وإنتاجيتها. هذا يلغي التحديد السابق لقانون القوى العاملة للأجور على أساس الوظيفة، وسنوات الخدمة، والتعليم، والكفاءة.
يخفض القانون الحد الأقصى لمكافأة نهاية الخدمة من راتب 32 شهرًا إلى راتب 19 شهرًا، بالإضافة إلى راتب ستة أشهر الذي تقدمه الحكومة. كما أنه يغير أجر شهر واحد لكل سنة عمل لمعيار مكافأة نهاية الخدمة من الحد الأدنى للأجر إلى الحد الأقصى. يتم زيادة حدود العمل الإضافي إلى أربع ساعات في اليوم و18 ساعة في الأسبوع، ويتم تقليل الإجازات الإلزامية من يومين في الأسبوع إلى يوم واحد فقط. كما ألغى القانون الإجازة المدفوعة الأجر لمدة شهرين للعمال المستخدمين لأكثر من 6 سنوات.

### أخرى
- صندوق الثروة السيادية: ينص القانون على إنشاء «وكالة لإدارة الاستثمار» يديرها وزير المالية بغرض إنشاء صندوق ثروة سيادي. سيحتوي صندوق الثروة السيادية على 75 تريليون روبية (5.1 مليار دولار أمريكي) من أجل «جذب الاستثمار» و«دعم الاقتصاد».
- الضرائب: سيتم تخفيض ضريبة دخل الشركات تدريجيًا من 25٪ حاليًا إلى 22٪ (بدءًا من عام 2022) وأخيراً 20٪ (بدءًا من عام 2025). وسيُطلب من الشركات الرقمية فرض ضريبة قيمة مضافة بنسبة 10٪ على العملاء.
- العمال الأجانب: تم تخفيف القواعد للعمال الأجانب، لتسهيل توظيف العمالة الأجنبية. قبل إقرار القانون لم يكن يُسمح بالاستعانة بمصادر خارجية إلا للوظائف التي لا تتعلق مباشرة بالإنتاج. الرعايا الأجانب المقيمين (لأكثر من 183 يومًا في السنة) في إندونيسيا لن يخضعوا للضريبة على الدخل المكتسب في الخارج.
- البيئة: تم تخفيف اللوائح البيئية للشركات بالنسبة للمشاريع غير المصنفة على أنها «عالية المخاطر»، على الرغم من أن هذه الشركات عالية المخاطر لا تزال مطالبة بتقديم تحليل الأثر البيئي. بالإضافة إلى ذلك لن يشارك خبراء البيئة بعد الآن في تحليل الأثر البيئي. يسلم القانون استخدام الأراضي وتصاريح السلطة للحكومة المركزية ويرفع الغرامة عن الأضرار البيئية.
- الاستثمارات: يقلص القانون قائمة الصناعات المحظورة من تلقي استثمارات خاصة من 300 إلى ستة: المخدرات المحظورة، والمقامرة، والأسماك المهددة بالانقراض، والأسلحة الكيماوية، والمواد الكيميائية الصناعية.
- الفصل: تم تخفيف القواعد الخاصة بفصل العمال وإلغاء العملية المطلوبة للتقدم إلى مؤسسة عند فصل العمال، المصممة لحماية حقوق العمال.